# Geum elatum
Geum elatum är en rosväxtart som beskrevs av Nathaniel Wallich. Geum elatum ingår i släktet nejlikrotsläktet, och familjen rosväxter. Inga underarter finns listade i Catalogue of Life.